# Palais de Whitehall
Pour les articles homonymes, voir Whitehall (homonymie).
Le palais de Whitehall est la principale résidence des souverains anglais à Londres de 1530 jusqu'en 1698. Il est aussi devenu le plus grand palais d'Europe en comptant progressivement plus de 1 500 pièces. Il est presque intégralement détruit en 1698 par un incendie, à l'exception de la maison des banquets d'Inigo Jones. Il se trouve sur le site occupé aujourd'hui par le ministère de la Défense. 
Le palais donna son nom (Whitehall) à la rue qui le longeait à l’ouest, et est aujourd’hui le centre administratif actuel du gouvernement du Royaume-Uni.

## Emplacement

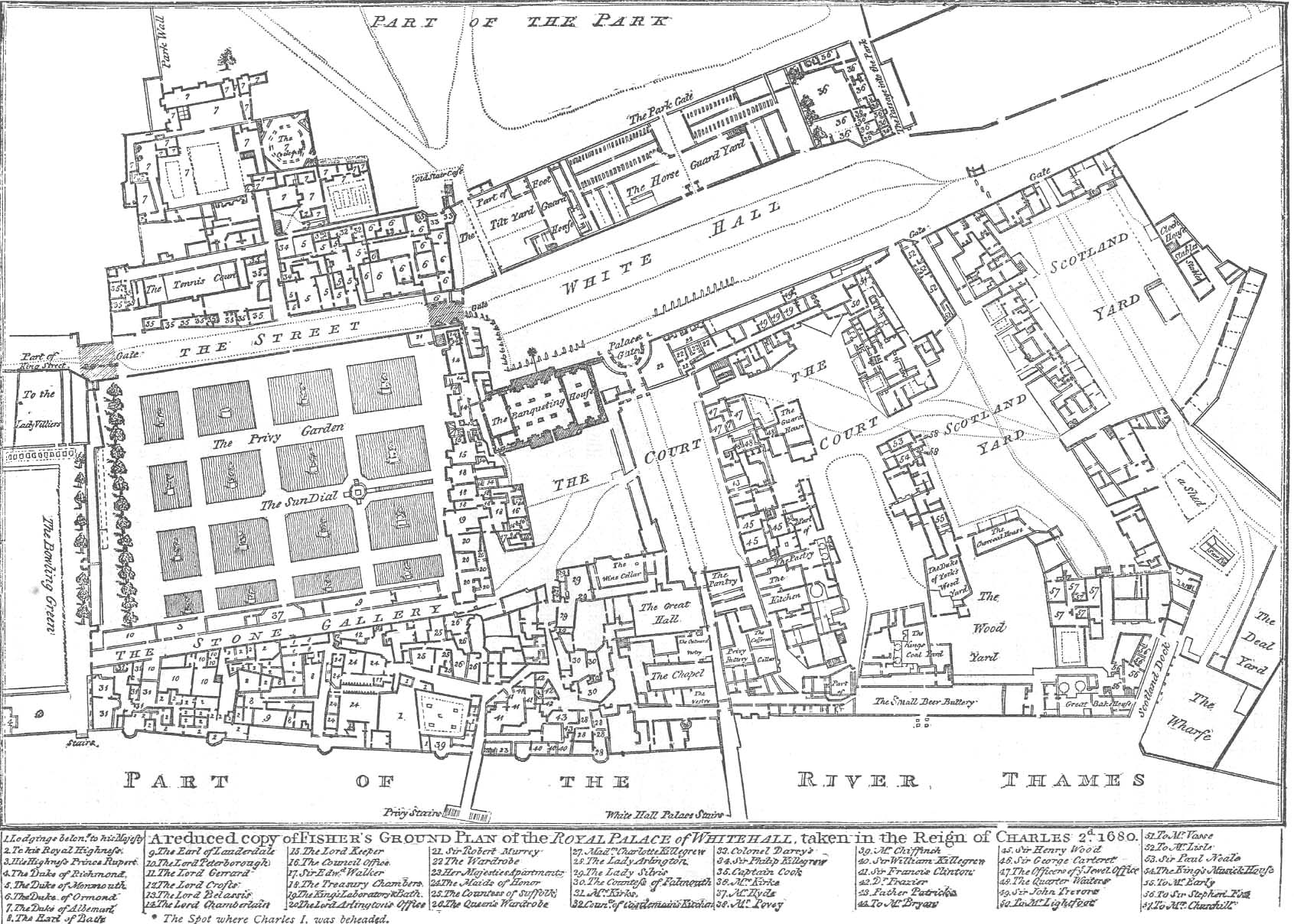
Plan du palais de Whitehall en 1680 (le nord est à droite), la Maison des banquets est au centre du plan.

Dans sa plus grande étendue, le palais couvrait la zone bordée au nord par la Northumberland Avenue, au sud par la Downing Street et presque jusqu’à la Derby Gate, à l’ouest les immeubles faisant face à la Horse Guards Road, et à l’est les bords de la Tamise (la construction de Victoria Embankment a depuis empiété sur le fleuve) soit un total de 93 000 m².

## Origine
Au XIIIe siècle, le palais de Westminster était devenu le centre du gouvernement en Angleterre, et la résidence principale du souverain depuis 1049. Le prix de l’immobilier du quartier avait suivi sa forte demande. Walter de Gray, l'archevêque d'York, acheta un domaine peu après 1240 et le nomma York Place.
Édouard Ier y demeura à plusieurs occasions tandis que des travaux étaient faits à Westminster, et agrandit l'immeuble pour y loger son entourage. York Place fut reconstruit au cours du XVe siècle, et fut tellement agrandi par le cardinal Thomas Wolsey qu'à Londres, seul le Lambeth Palace lui était comparable en surface, surpassant même les palais du roi. Aussi quand Henri VIII démit le cardinal en 1530, il acquit York Place pour remplacer Westminster comme sa principale résidence londonienne. C’est d’ailleurs là que le roi mourut le 28 janvier 1547 à l’âge de 55 ans.

## Disparition

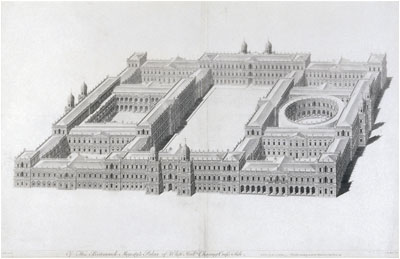
Projet d’Inigo Jones datant 1638, pour un nouveau palais de Whitehall.

En 1691, alors que le palais était devenu le plus grand du genre du continent (et un vrai patchwork de constructions disparates), un feu détruisit la plus grande partie de l’ancienne structure. Cela permit d’obtenir une meilleure cohérence de l'ensemble. Cependant, un autre incendie, le 4 janvier 1698, le détruisit presque intégralement. Malgré une reconstruction très partielle, les contraintes financières empêchèrent une remise en état. Dans la seconde moitié du XVIIIe siècle, la plus grande partie du site fut louée pour la construction de logements.

## Représentations par Canaletto
Le peintre vénitien de vedute Canaletto représenta l'espace qu'il occupait lors de son séjour en Angleterre de 1746 à 1755.

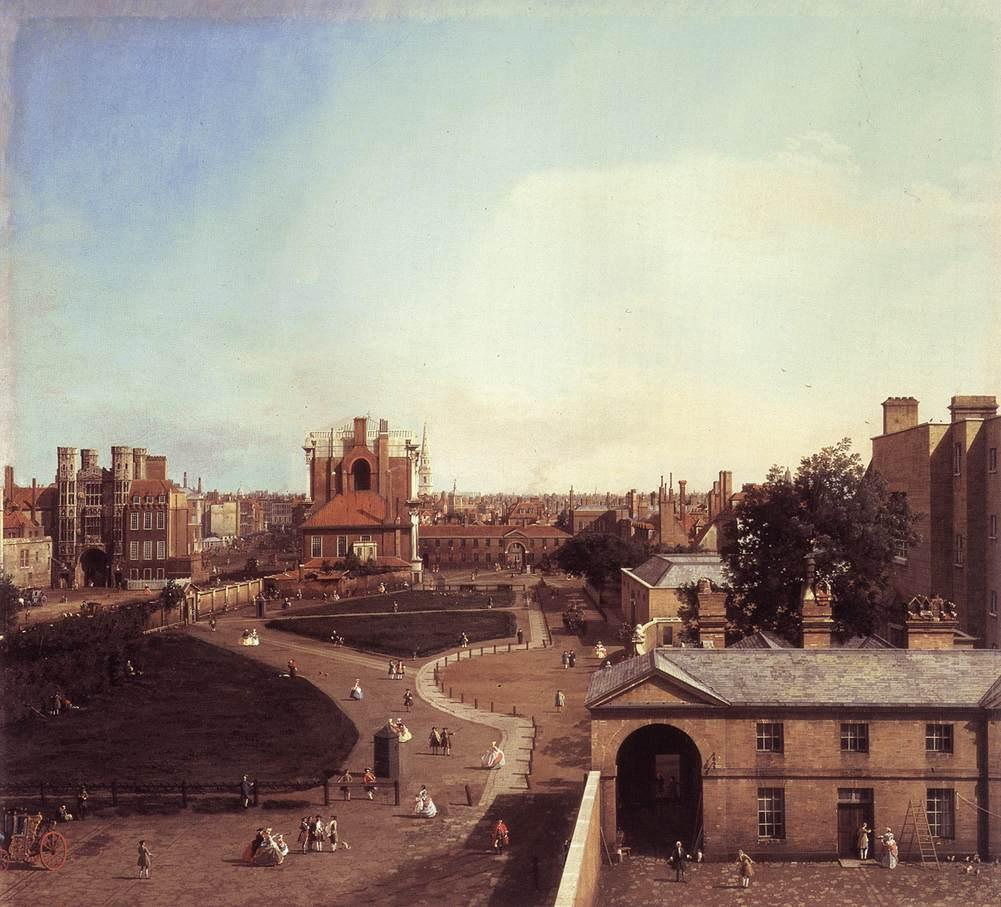
Whitehall et Privy Garden vue de Richmond House 1747, collection privée.
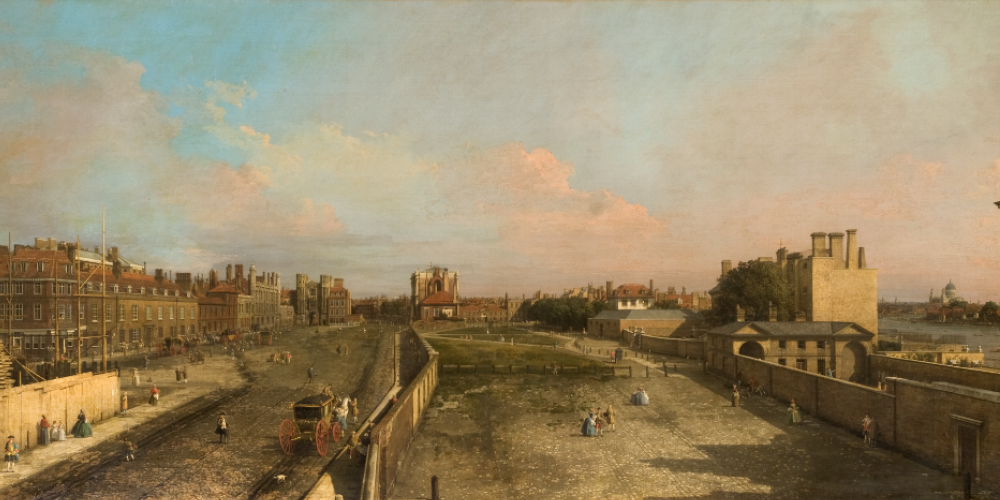
Vue de Whitehall, regardant vers le nord avec le coin de Richmond House Bowhill House, Selkirk[1].
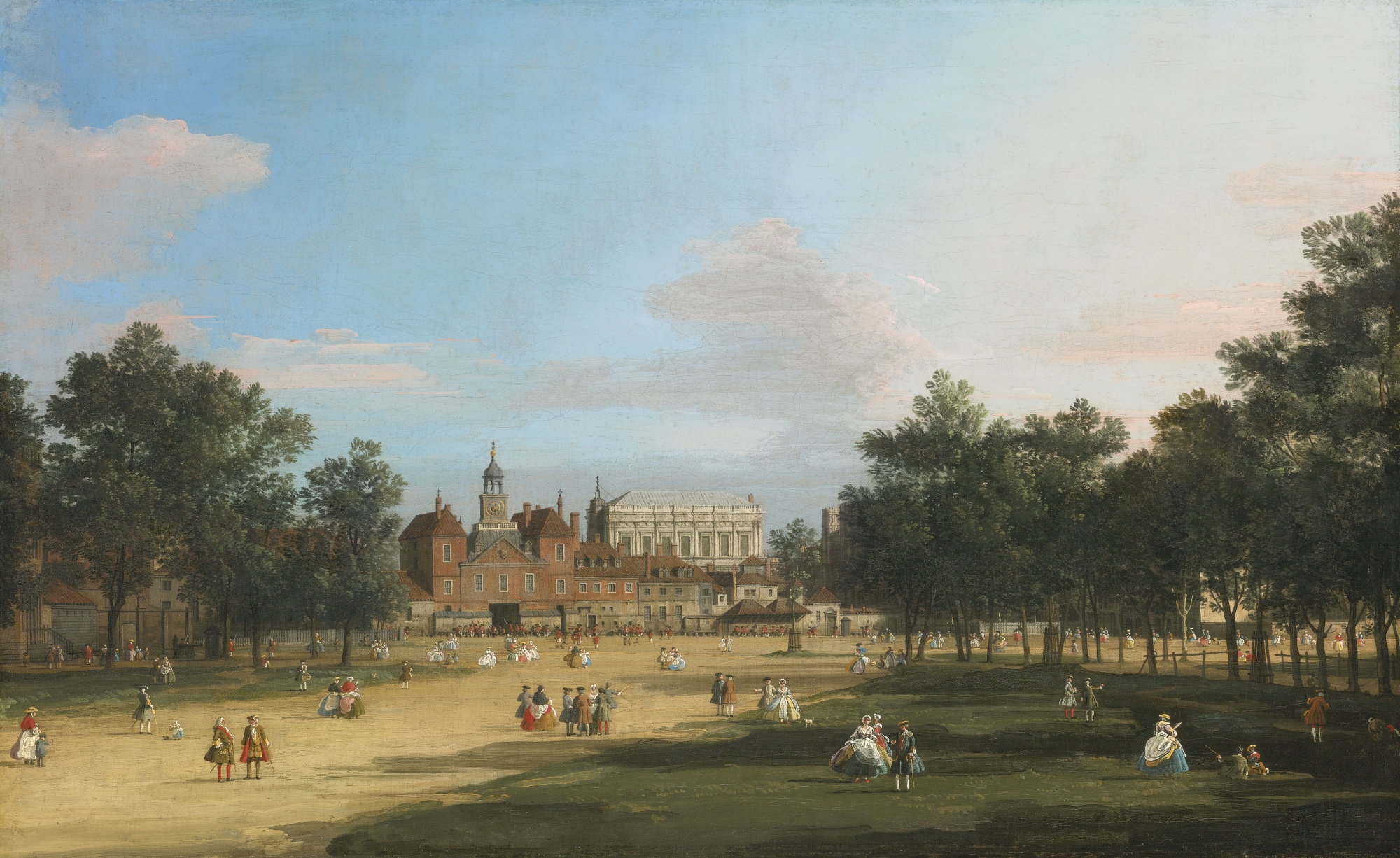
L'Ancienne salle des banquets des gardes à cheval à Whitehall, vue de St James's Park vers 1749, Collection privée[2].
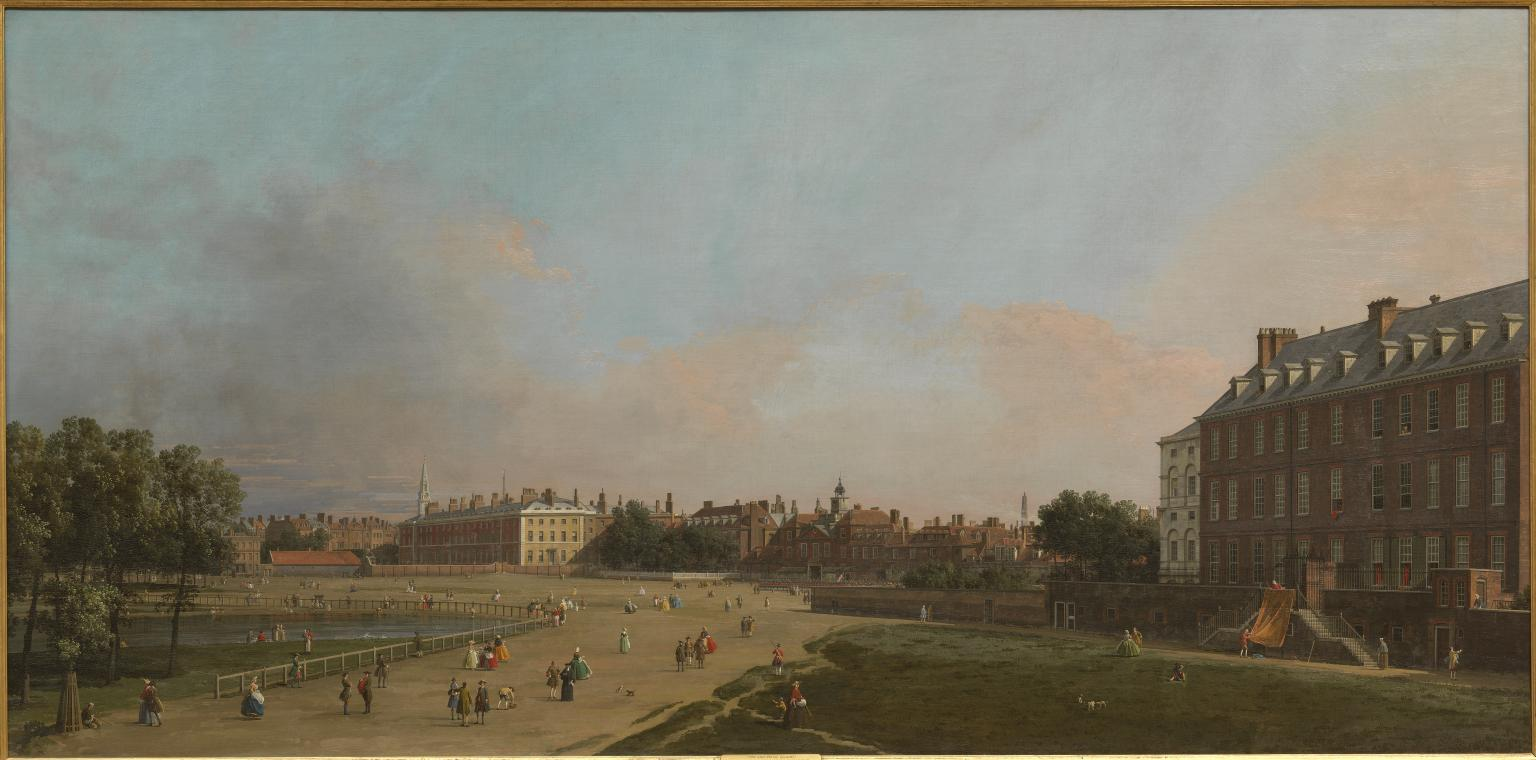
Les Old Horse Guards, vus de St James's Park vers 1749 Tate Britain, Londres[3].

## De nos jours

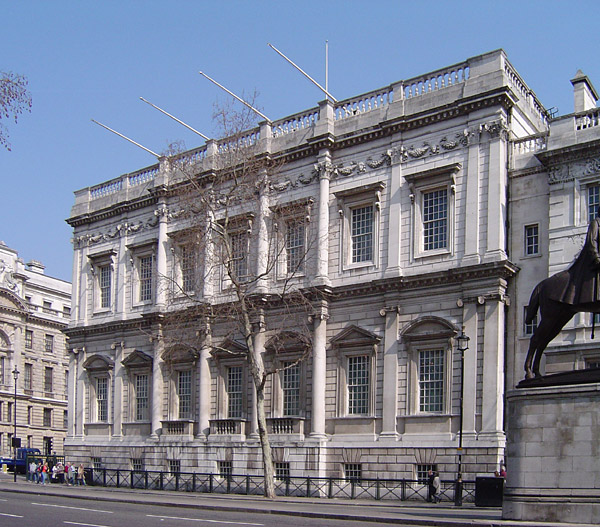
Banqueting House, qui fit autrefois partie du palais de Whitehall.

De l’époque il ne reste que la maison des banquets de 1622, bien qu’elle ait été un peu modifiée. On peut aussi voir un terrain de tennis couvert datant de l’époque d'Henri VIII, au no 70, Whitehall.
À partir de 1938, le site accueille un immeuble dû à l'architecte Vincent Harris, qui héberge actuellement le ministère de la Défense du Royaume-Uni. Une voûte souterraine de la grande chambre de Wolsey, connue ensuite comme la cave à vin d’Henri VIII, existe encore mais fut déplacée de trois mètres à l’ouest et de six mètres plus bas quand le bâtiment fut achevé en 1959.
Plusieurs sculptures de marbre de l’ancienne chapelle peuvent être vues dans l’église de Burnham-on-Sea, dans le Somerset, où elles furent déplacées en 1820 après avoir été envoyées à l’abbaye de Westminster en 1706.